# Iszczków
Iszczków (ukr. Ішків) – wieś na Ukrainie, w obwodzie tarnopolskim, w rejonie tarnopolskim.